# أنس عزيم
أنس عزيم (مواليد 18 يونيو 1988) هو لاعب كرة قدم مغربي يلعب حالياً في نادي أولمبيك خريبكة .
لعب سابقاً في نادي الوداد الفاسي ونادي النهضة البركانية ونادي الجيش الملكي و في عام 2017 وقع مع نادي الشعلة السعودي ليمثله دوري الدرجة الأولى السعودي و لم يستمر معهم وعاد إلى المغرب ووقع مع نادي أولمبيك خريبكة .

## وصلات خارجية
- أنس عزيم